# Exobasidium novae-zelandiae
Exobasidium novae-zelandiae är en svampart som beskrevs av McNabb 1962. Exobasidium novae-zelandiae ingår i släktet Exobasidium och familjen Exobasidiaceae.   Inga underarter finns listade i Catalogue of Life.